# 久松真一
久松真一（1889年6月5日—1980年2月27日），自號「抱石庵」、「心茶道人」，日本哲學家、禪宗學者、茶道專家、京都大學教授並且擁有哈佛大學的榮譽博士學位，FAS協會的創立人，是日本繼鈴木大拙之後最重要的佛教思想家，也是西田幾多郎創立的京都学派的重要成員。

## 生平
久松真一生於日本岐阜縣岐阜市，於1912年入讀京都大學，並與當時日本著名的哲學家、著有《善的研究》一書的西田幾多郎博士學習哲學。久松真一聽從西田幾多郎的建議到京都的妙心寺跟隨禪宗大師池上湘山學習。在他完成了他在妙心寺的修道生活之後，久松真一建立了自己一套的包括東方（主要是禪與佛學）和西方哲學的哲學觀，它包括東方（主要是禪宗佛教）和西方哲學。1932年以《東洋的無》一書，獲文學博士學位，取得了京都大學的博士學位。
自1935年至1949年六十歲退休為止，久松一直在母校京都大學教授禪與佛學，並且經常在妙心寺跟引起了五十年代歐美禪宗熱「Zen Boom」的學者鈴木大拙討論哲學和禪與佛學。1958年創立FAS協會，推進海外的「FAS禪」（久松禪）活動，力圖確立與推廣禪本身超越歷史、文化、國族的精神。
1957年至1958年年間，久松真一應聘到哈佛大學講學，並且旅遊德國、奧地利、瑞士等國，與新教神學家田立克（Paul Tillich）與魯道夫·布爾特曼（Rudolf Bultmann）、哲學家海德格（Martin Heidegger）、猶太教哲學家馬丁·布伯（Martin Buber）、心理學家榮格（Gustav Jung）等學術名流結識，並且進行對談與思想交流，名噪歐美學術界，「久松禪」也藉此機緣大大流傳。
1980年，久松真一折世，享耆壽九十歲。

## FAS協會
在二戰末期，有一群京都大學的學生（包括阿部正雄在內）反省戰爭的問題，當時有很多學生被徵召入伍，參加戰爭，他們對戰爭有懷疑和抗拒，對戰爭帶來的惡果例如身體上的傷殘和死亡感到震慄，認為不是生命應有的存在方式，希望「超克生死、悟得大道」。這些學生後來在1944年將京大佛教青年會解散，並另創京都大學學道道場，邀請久松向他們作出指導。這些會員之中有幾名後來成為著名學者，包括在國際佛教學界推動禪學研究而活躍的《禪與西方思想》（Zen and Western Thought）一書的作者阿部正雄。學道道場後來脫離京大團體，成為「久松禪」道場。戰爭結束後，道場容納及開放給不同國籍、年紀、見解、角色的求道者，在1960年將道場改稱為FAS協會。

### 意念
FAS協會的名稱是由三個英語名辭形成：
- 「無相的自己」（Formless self）
- 「全人類」（All mankind）
- 「超歷史的歷史」（Superhistorical his-tory）

久松認為認為禪道修行者應進一步抱著解決人類精神痛苦與危機的一大悲願，站在「全人類」立場，去讓「無相的自己」在從現在過渡到未來的「超歷史的歷史」意義的現實世界之中，創造地發揮它的機用，建設世界歷史以及一個真實和快樂的世界。為了達成這個目標，久松認為傳統的禪修方式（例如過度強調端坐之類）必須有所調整改變，而採用了適應FAS三大方面精神發展的新禪修和新生活。同時FAS協會必須強調集體力量與人和的重要性，設法推進海外的「FAS禪」（久松禪）活動，進行有計劃的禪籍研究與出版，並獻身於禪美術、茶道等等禪文化的現代化創造與發展。

## 對禪畫的研究
由於受到鈴木大拙的無數著作在西方的影響，西方對於禪的印象和理解多認為它不可言傳，具有感受性與神秘主義的傾向，認為只有經過特別的儀式，才能臻至禪的境界。久松真一認為，若要欣賞禪畫，必須在真正體會禪意之後才能實現，他在其著作《禪與美術》一書中列出禪畫的七大特色，並透過這些特色分析日本的繪畫、工藝、建築，從而闡發作品中的禪意：
1. 不對稱（asymmetry）
2. 簡素（simplicity）
3. 枯高（austere sublimity, or lofty dryness）
4. 自然（naturalness）
5. 幽玄（subtle profundity, or profound subtlety）
6. 無執 （free from attachment）
7. 寂靜（tranquility）

加州大學柏克萊分校專門研究藝術歷史的教授格雷戈里·萊文（Gregory Levine）認為，這樣的討論方式，使得西方對於禪的理解無法進入歷史與社會面向，而且歷史上的人物也並非以久松真一提出的理論看待作品。認為這種討論方式的風行，使得現代世界多將自己的理解強加於過去的歷史，因而看不見時空背景的特殊性。

## 著作
- 《久松真一著作集》（全8巻），理想社，1969-80年 。